# Huevos Duros
 (mars 2019).
Huevos Duros, est un groupe musical (one man band) espagnol, originaire de Las Palmas de Grande Canarie, dans les Îles Canaries. Il est formé en 1995 à Valence, et reste actif jusqu'en 2000.

## Histoire
À l'aube de l'ère informatique, Manolo Rock Aguilar, plus connu jusqu'alors pour son rôle au sein des groupes Surfin' Bichos et Comité Cisne, et comme DJ et programmeur pour des salles de concert de Valence telles que Gasolinera et Garage Arena, décide de former un one man band qu'il baptise Huevos Duros.
Avec un ordinateur, il installe son home studio chez lui, s'entourant de modules sonores, de claviers et de logiciels musicaux. Ces premiers morceaux sont inclus dans une cassette intitulée Un tributo a Miss Cojones, et commence à revendiquer un style qu’il qualifie de « punk mélodique industriel » et qui, avec le temps, deviendra un signe d'identité musicale clair.
En 1997, sort El Sistema te quiere sano, quedan muchos cerdos por engordar, qui souligne le morceaux Quiero ser Bunbury. Juan Carlos Prieto la choisit comme morceau pour Teloneros, une section dont il était responsable en programmation sur Sateli-3 avec Manolo Ferreras, présenté sur Radio 3. La chanson est bien diffusée dans toute l’Espagne, principalement dans le circuit underground. Le 4 juillet 1997, l'hebdomadaire valencien VºBº Trajín consacre sa couverture à Huevos Duros.
Grandes éxitos de la humanidad sort en 1998, et est musicalement dans la même veine que ses prédécesseurs : un son lo-fi informatisé et des paroles traitent de dénonciation sociale, sexe, drogue et d'humour noire. Il comprend notamment La Hora de las brujas, No más drogas (más políticos) et Infamia qui font participer les musiciens Carlos Pagola de Morgana Vs Morgana, et José Alves de 3Cómplices. La couverture attire l'intérêt pour sa couverture qui représente un collage d'images effrayantes qui montrent à quel point l'être humain peut accomplir.
La popularité de Huevos Duros continue de croître de manière significative en raison de l’intérêt qu’il suscite dans des publications telles que Mondosonoro, Efe Eme, Ruta 66, Mundo Canalla, Todas las Novedades, On the Rocks et Heavy Rock. En 2014, Subterráneo Records réédite les albums du groupe accompagnés de nouvelles couvertures.

## Membres
- Manolo Rock Aguilar - claviers, programmations, chant

### Collaborateurs
- José Alves - guitare
- Carlos Pagola - guitare
- Ramón Martínez - basse

## Discographie

### Albums studio
- 1996 : Un tributo a Miss Cojones (cassette audio ; Collons Records)
- 1997 : El Sistema te quiere sano, quedan muchos cerdos por engordar (Subterráneo Records)
- 1998 : Grandes éxitos de la humanidad (Subterráneo Records)

### Participations
- 1997 : Radio Funny, 10 años independientes, avec le morceau Infamia (Subterráneo Records)
- 1998 : Estación 2, avec le morceau Molotov desventado (Subterráneo Records)
- 1999 : La Filoxera, avec le morceau Cortar, pegar y repetir (Subterráneo Records)